# Arsenal Football Club 1988-1989
Questa voce raccoglie le informazioni riguardanti l'Arsenal Football Club nelle competizioni ufficiali della stagione 1988-1989.

## Stagione
Superate alcune difficoltà nelle prime fasi del campionato come la squalifica per nove turni di Paul Davis per una rissa con Glenn Cockerill durante la gara con il Southampton e le sconfitte contro l'Aston Villa e lo Sheffield Weds, nel periodo fra ottobre e novembre l'Arsenal ottenne la prima serie positiva della stagione che gli permise di entrare nel lotto delle pretendenti alla guida della classifica, in quel frangente occupata stabilmente dal Norwich City. Concluso lo scontro diretto a reti inviolate, nelle giornate a cavallo del nuovo anno i Gunners ottennero una seconda serie positiva che permise loro di assumere il comando al Boxing Day, in occasione di una vittoria esterna con il Charlton. Di lì in poi l'Arsenal rimase saldamente in vetta alla classifica, ottenendo tuttavia alcune prestazioni negative che favorirono l'avvicinamento del Liverpool; la rimonta dei Reds venne completata grazie a una sconfitta casalinga dei Gunners contro il Derby County su cui pesò l'assenza di Davis per infortunio.
Il successivo pareggio interno con il Wimbledon FC fece scivolare l'Arsenal a -3 dal Liverpool: la differenza reti di +35 contro il +39 dei Reds pose come unica condizione per il sorpasso dei Gunners la vittoria con almeno due gol di scarto nello scontro diretto, programmato per un mese prima ma posticipato in seguito alla strage di Hillsborough Durante l'incontro i Gunners, che pure erano riusciti per buona parte del tempo a bloccare il gioco del Liverpool grazie all'arretramento in difesa di David O'Leary, non diedero l'impressione di raggiungere l'obiettivo nemmeno dopo che, in apertura del secondo tempo, il capocannoniere Smith aveva siglato il gol del vantaggio. Allo scadere dei due minuti di recupero Michael Thomas, servito da Smith, si liberò di Nicol e Grobbelaar in area di rigore, segnando la rete che consegnò all'Arsenal il nono titolo nazionale. 
Per effetto del bando quinquennale disposto dalla UEFA nei confronti dei club inglesi in seguito alla strage dell'Heysel i Gunners, al ritorno alla vittoria dopo diciotto anni, non ebbero il diritto di disputare la Coppa dei Campioni.
Meno degne di nota furono le prestazioni nelle coppe, dalle quali l'Arsenal uscì in seguito a delle sconfitte nelle ripetizioni degli incontri: in FA Cup i Gunners uscirono al terzo turno contro il West Ham Utd, in Coppa di Lega la squadra superò agevolmente il secondo turno battendo sia all'andata sia al ritorno l'Hull City, capitolando successivamente alla seconda ripetizione del terzo turno con il Liverpool, giocata in campo neutro a Birmingham

## Maglie e sponsor
Lo sponsor tecnico per la stagione 1988-1989 è Adidas, mentre lo sponsor ufficiale è JVC. 
| Casa | Trasferta |

## Organigramma societario
Area direttiva
- Presidente: Peter Hill-Wood
- Vice presidente: David Dein

Area organizzativa
- Segretario generale: Kevin Friar

Area tecnica
- Allenatore: George Graham
- Allenatore in seconda: Theo Foley
- Preparatore dei portieri: Bob Wilson

## Rosa
| N. |                             | Ruolo | Calciatore            |
| -- | --------------------------- | ----- | --------------------- |
|    | Inghilterra (bandiera)      | P     | John Lukic            |
|    | Scozia (bandiera)           | P     | Jim Will              |
|    | Galles (bandiera)           | P     | Rhys Wilmot           |
|    | Inghilterra (bandiera)      | D     | Tony Adams (capitano) |
|    | Inghilterra (bandiera)      | D     | Steve Bould           |
|    | Inghilterra (bandiera)      | D     | Gus Caesar            |
|    | Irlanda del Nord (bandiera) | D     | Gary Campbell         |
|    | Inghilterra (bandiera)      | D     | Lee Dixon             |
|    | Irlanda del Nord (bandiera) | D     | Steve Morrow          |
|    | Irlanda (bandiera)          | D     | David O'Leary         |
|    | Irlanda (bandiera)          | D     | Pat Scully            |
|    | Inghilterra (bandiera)      | D     | Nigel Winterburn      |
|    | Inghilterra (bandiera)      | C     | Steve Ball            |
|    | Inghilterra (bandiera)      | C     | Paul Vincent Davis    |

| N. |                        | Ruolo | Calciatore        |
| -- | ---------------------- | ----- | ----------------- |
|    | Inghilterra (bandiera) | C     | David Hillier     |
|    | Inghilterra (bandiera) | C     | Brian Marwood     |
|    | Inghilterra (bandiera) | C     | Gary McKeown      |
|    | Inghilterra (bandiera) | C     | Russell Milton    |
|    | Inghilterra (bandiera) | C     | Kevin Richardson  |
|    | Inghilterra (bandiera) | C     | David Rocastle    |
|    | Inghilterra (bandiera) | C     | Michael Thomas    |
|    | Inghilterra (bandiera) | A     | Gus Caesar        |
|    | Inghilterra (bandiera) | A     | Perry Groves      |
|    | Inghilterra (bandiera) | A     | Martin Hayes      |
|    | Irlanda (bandiera)     | A     | Niall Quinn       |
|    | Inghilterra (bandiera) | A     | Paul Merson       |
|    | Inghilterra (bandiera) | A     | Alan Martin Smith |

## Risultati

### First Division
| Londra 27 agosto 1988 1ª giornata                              | Wimbledon FC | 1 – 5 referto        | Arsenal | Plough Lane (15 710 spett.) |
| \| \| \| \| \| Fashanu \| Marcatori \| Smith Merson Marwood \| |              |                      |         |                             |
|                                                                |              |                      |         |                             |
| Fashanu                                                        | Marcatori    | Smith Merson Marwood |         |                             |

| Londra 3 settembre 1988 2ª giornata                           | Arsenal   | 2 – 3 referto | Aston Villa | Arsenal Stadium (37 417 spett.) |
| \| \| \| \| \| Marwood Smith \| Marcatori \| McInally Gray \| |           |               |             |                                 |
|                                                               |           |               |             |                                 |
| Marwood Smith                                                 | Marcatori | McInally Gray |             |                                 |

| Londra 10 settembre 1988 3ª giornata                                        | Tottenham | 2 – 3 referto            | Arsenal | White Hart Lane (32 621 spett.) |
| \| \| \| \| \| Waddle Gascoigne \| Marcatori \| Winterburn Marwood Smith \| |           |                          |         |                                 |
|                                                                             |           |                          |         |                                 |
| Waddle Gascoigne                                                            | Marcatori | Winterburn Marwood Smith |         |                                 |

| Londra 17 settembre 1988 4ª giornata                               | Arsenal   | 2 – 2 referto      | Southampton | Arsenal Stadium (31 384 spett.) |
| \| \| \| \| \| Marwood Smith \| Marcatori \| Wallace Le Tissier \| |           |                    |             |                                 |
|                                                                    |           |                    |             |                                 |
| Marwood Smith                                                      | Marcatori | Wallace Le Tissier |             |                                 |

| Sheffield 24 settembre 1988 5ª giornata                | Sheffield Weds | 2 – 1 referto | Arsenal | Hillsborough (17 830 spett.) |
| \| \| \| \| \| Megson Pearson \| Marcatori \| Smith \| |                |               |         |                              |
|                                                        |                |               |         |                              |
| Megson Pearson                                         | Marcatori      | Smith         |         |                              |

| Londra 1º ottobre 1988 6ª giornata                              | West Ham Utd | 1 – 4 referto         | Arsenal | Upton Park (27 658 spett.) |
| \| \| \| \| \| Dickens \| Marcatori \| Smith Thomas Rocastle \| |              |                       |         |                            |
|                                                                 |              |                       |         |                            |
| Dickens                                                         | Marcatori    | Smith Thomas Rocastle |         |                            |

| Londra 22 ottobre 1988 9ª giornata                  | Arsenal   | 2 – 1 referto | QPR | Arsenal Stadium (33 202 spett.) |
| \| \| \| \| \| Smith Adams \| Marcatori \| Falco \| |           |               |     |                                 |
|                                                     |           |               |     |                                 |
| Smith Adams                                         | Marcatori | Falco         |     |                                 |

| Luton 25 ottobre 1988 8ª giornata             | Luton Town | 1 – 1 referto | Arsenal | Kenilworth Road (10 548 spett.) |
| \| \| \| \| \| Black \| Marcatori \| Smith \| |            |               |         |                                 |
|                                               |            |               |         |                                 |
| Black                                         | Marcatori  | Smith         |         |                                 |

| Londra 29 ottobre 1988 10ª giornata            | Arsenal   | 2 – 0 referto | Coventry City | Arsenal Stadium (31 273 spett.) |
| \| \| \| \| \| Thomas Adams \| Marcatori \| \| |           |               |               |                                 |
|                                                |           |               |               |                                 |
| Thomas Adams                                   | Marcatori |               |               |                                 |

| Nottingham 6 novembre 1988 11ª giornata | Nottingham Forest | 1 – 4 | Arsenal | City Ground |

| Newcastle-Upon-Tyne 12 novembre 1988 12ª giornata | Newcastle Utd | 0 – 1 referto | Arsenal | St James' Park (24 033 spett.) |
| \| \| \| \| \| \| Marcatori \| Bould \|           |               |               |         |                                |
|                                                   |               |               |         |                                |
|                                                   | Marcatori     | Bould         |         |                                |

| Londra 19 novembre 1988 13ª giornata              | Arsenal   | 3 – 0 referto | Middlesbrough | Arsenal Stadium (32 294 spett.) |
| \| \| \| \| \| Merson Rocastle \| Marcatori \| \| |           |               |               |                                 |
|                                                   |           |               |               |                                 |
| Merson Rocastle                                   | Marcatori |               |               |                                 |

| Derby 26 novembre 1988 14ª giornata                    | Derby County | 2 – 1 referto | Arsenal | Baseball Ground (21 209 spett.) |
| \| \| \| \| \| Callaghan Gee \| Marcatori \| Thomas \| |              |               |         |                                 |
|                                                        |              |               |         |                                 |
| Callaghan Gee                                          | Marcatori    | Thomas        |         |                                 |

| Londra 4 dicembre 1988 15ª giornata            | Arsenal   | 1 – 1 referto | Liverpool | Arsenal Stadium (31 863 spett.) |
| \| \| \| \| \| Smith \| Marcatori \| Barnes \| |           |               |           |                                 |
|                                                |           |               |           |                                 |
| Smith                                          | Marcatori | Barnes        |           |                                 |

| Norwich 10 dicembre 1988 16ª giornata | Norwich City | 0 – 0 referto | Arsenal | Carrow Road (23 069 spett.) |

| Londra 17 dicembre 1988 17ª giornata                   | Arsenal   | 2 – 1 referto | Manchester Utd | Arsenal Stadium (37 422 spett.) |
| \| \| \| \| \| Merson Thomas \| Marcatori \| Hughes \| |           |               |                |                                 |
|                                                        |           |               |                |                                 |
| Merson Thomas                                          | Marcatori | Hughes        |                |                                 |

| Londra 26 dicembre 1988 18ª giornata                       | Charlton  | 2 – 3 referto  | Arsenal | The Valley (18 439 spett.) |
| \| \| \| \| \| MacKenzie \| Marcatori \| Marwood Merson \| |           |                |         |                            |
|                                                            |           |                |         |                            |
| MacKenzie                                                  | Marcatori | Marwood Merson |         |                            |

| Birmingham 31 dicembre 1988 19ª giornata                | Aston Villa | 0 – 3 referto         | Arsenal | Villa Park (32 485 spett.) |
| \| \| \| \| \| \| Marcatori \| Smith Rocastle Groves \| |             |                       |         |                            |
|                                                         |             |                       |         |                            |
|                                                         | Marcatori   | Smith Rocastle Groves |         |                            |

| Londra 2 gennaio 1989 20ª giornata              | Arsenal   | 2 – 0 referto | Tottenham | Arsenal Stadium (45 129 spett.) |
| \| \| \| \| \| Merson Thomas \| Marcatori \| \| |           |               |           |                                 |
|                                                 |           |               |           |                                 |
| Merson Thomas                                   | Marcatori |               |           |                                 |

| Liverpool 14 gennaio 1989 21ª giornata                       | Everton   | 1 – 3 referto       | Arsenal | Goodison Park (34 825 spett.) |
| \| \| \| \| \| Watson \| Marcatori \| Merson Groves Smith \| |           |                     |         |                               |
|                                                              |           |                     |         |                               |
| Watson                                                       | Marcatori | Merson Groves Smith |         |                               |

| Londra 21 gennaio 1989 22ª giornata             | Arsenal   | 1 – 1 referto | Sheffield Weds | Arsenal Stadium (33 490 spett.) |
| \| \| \| \| \| Váradi \| Marcatori \| Merson \| |           |               |                |                                 |
|                                                 |           |               |                |                                 |
| Váradi                                          | Marcatori | Merson        |                |                                 |

| Londra 4 febbraio 1989 23ª giornata                  | Arsenal   | 2 – 1 referto | West Ham Utd | Arsenal Stadium (40 139 spett.) |
| \| \| \| \| \| Groves Smith \| Marcatori \| Dicks \| |           |               |              |                                 |
|                                                      |           |               |              |                                 |
| Groves Smith                                         | Marcatori | Dicks         |              |                                 |

| Londra 11 febbraio 1989 24ª giornata                   | Millwall  | 1 – 2 referto | Arsenal | The Den (21 854 spett.) |
| \| \| \| \| \| Carter \| Marcatori \| Marwood Smith \| |           |               |         |                         |
|                                                        |           |               |         |                         |
| Carter                                                 | Marcatori | Marwood Smith |         |                         |

| Londra 18 febbraio 1989 25ª giornata | QPR | 0 – 0 referto | Arsenal | Loftus Road (20 543 spett.) |

| Coventry 21 febbraio 1989 26ª giornata     | Coventry City | 1 – 0 referto | Arsenal | Highfield Road (21 390 spett.) |
| \| \| \| \| \| Kilcline \| Marcatori \| \| |               |               |         |                                |
|                                            |               |               |         |                                |
| Kilcline                                   | Marcatori     |               |         |                                |

| Londra 25 febbraio 1989 27ª giornata           | Arsenal   | 2 – 0 referto | Luton Town | Arsenal Stadium (31 012 spett.) |
| \| \| \| \| \| Groves Smith \| Marcatori \| \| |           |               |            |                                 |
|                                                |           |               |            |                                 |
| Groves Smith                                   | Marcatori |               |            |                                 |

| Londra 28 febbraio 1989 7ª giornata | Arsenal | 0 – 0 referto | Millwall | Arsenal Stadium (37 524 spett.) |

| Londra 11 marzo 1989 28ª giornata                          | Arsenal   | 1 – 3 referto | Nottingham Forest | Arsenal Stadium (39 639 spett.) |
| \| \| \| \| \| Clough Carr Pearce \| Marcatori \| Smith \| |           |               |                   |                                 |
|                                                            |           |               |                   |                                 |
| Clough Carr Pearce                                         | Marcatori | Smith         |                   |                                 |

| Londra 21 marzo 1989 31ª giornata                                   | Arsenal   | 2 – 2 referto  | Charlton | Arsenal Stadium (30 259 spett.) |
| \| \| \| \| \| Mortimer MacKenzie \| Marcatori \| Rocastle Davis \| |           |                |          |                                 |
|                                                                     |           |                |          |                                 |
| Mortimer MacKenzie                                                  | Marcatori | Rocastle Davis |          |                                 |

| Southampton 25 marzo 1989 30ª giornata                             | Southampton | 1 – 3 referto          | Arsenal | The Dell (19 202 spett.) |
| \| \| \| \| \| Cockerill \| Marcatori \| Groves Rocastle Merson \| |             |                        |         |                          |
|                                                                    |             |                        |         |                          |
| Cockerill                                                          | Marcatori   | Groves Rocastle Merson |         |                          |

| Manchester 2 aprile 1989 32ª giornata         | Manchester Utd | 1 – 1 referto | Arsenal | Old Trafford (37 977 spett.) |
| \| \| \| \| \| Adams \| Marcatori \| Adams \| |                |               |         |                              |
|                                               |                |               |         |                              |
| Adams                                         | Marcatori      | Adams         |         |                              |

| Londra 8 aprile 1989 33ª giornata             | Arsenal   | 2 – 0 referto | Everton | Arsenal Stadium (37 608 spett.) |
| \| \| \| \| \| Dixon Quinn \| Marcatori \| \| |           |               |         |                                 |
|                                               |           |               |         |                                 |
| Dixon Quinn                                   | Marcatori |               |         |                                 |

| Londra 15 aprile 1989 34ª giornata        | Arsenal   | 1 – 0 referto | Newcastle Utd | Arsenal Stadium (38 023 spett.) |
| \| \| \| \| \| Marwood \| Marcatori \| \| |           |               |               |                                 |
|                                           |           |               |               |                                 |
| Marwood                                   | Marcatori |               |               |                                 |

| Londra 1º maggio 1989 36ª giornata                                 | Arsenal   | 5 – 0 referto | Norwich City | Arsenal Stadium (28 449 spett.) |
| \| \| \| \| \| Winterburn Smith Thomas Rocastle \| Marcatori \| \| |           |               |              |                                 |
|                                                                    |           |               |              |                                 |
| Winterburn Smith Thomas Rocastle                                   | Marcatori |               |              |                                 |

| Middlesbrough 6 maggio 1989 37ª giornata | Middlesbrough | 0 – 1 referto | Arsenal | Ayresome Park (21 803 spett.) |
| \| \| \| \| \| Hayes \| Marcatori \| \|  |               |               |         |                               |
|                                          |               |               |         |                               |
| Hayes                                    | Marcatori     |               |         |                               |

| Londra 13 maggio 1989 38ª giornata               | Arsenal   | 1 – 2 referto | Derby County | Arsenal Stadium (41 008 spett.) |
| \| \| \| \| \| Smith \| Marcatori \| Saunders \| |           |               |              |                                 |
|                                                  |           |               |              |                                 |
| Smith                                            | Marcatori | Saunders      |              |                                 |

| Londra 17 maggio 1989 29ª giornata                             | Arsenal   | 2 – 2 referto | Wimbledon FC | Arsenal Stadium (39 132 spett.) |
| \| \| \| \| \| Winterburn Merson \| Marcatori \| Cork McGee \| |           |               |              |                                 |
|                                                                |           |               |              |                                 |
| Winterburn Merson                                              | Marcatori | Cork McGee    |              |                                 |

| Arbitro: | Hutchinson |

|  |           |                        |
|  | Marcatori | 52’ Smith 90+2’ Thomas |

### FA Cup
| Arbitro: | Midgley |

|                              |           |                 |
| Dickens 19’ Bould 42’ (aut.) | Marcatori | 44’, 66’ Merson |

| Arbitro: | Midgley |

|  |           |              |
|  | Marcatori | 76’ Rosenior |

### League Cup
| Kingston-upon-Hull 28 settembre 1988, ore 20:30 UTC+0 Secondo turno - Andata | Hull City | 1 – 2 referto      | Arsenal | Boothferry Park (11 450 spett.) |
| \| \| \| \| \| Edwards \| Marcatori \| Winterburn Marwood \|                 |           |                    |         |                                 |
|                                                                              |           |                    |         |                                 |
| Edwards                                                                      | Marcatori | Winterburn Marwood |         |                                 |

| Londra 12 ottobre 1988, ore 20:45 UTC+0 Secondo turno - Ritorno | Arsenal   | 3 – 0 referto | Hull City | Arsenal Stadium (17 885 spett.) |
| \| \| \| \| \| Merson Smith \| Marcatori \| \|                  |           |               |           |                                 |
|                                                                 |           |               |           |                                 |
| Merson Smith                                                    | Marcatori |               |           |                                 |

| Arbitro: | Courtney |

|            |           |              |
| Barnes 66’ | Marcatori | 72’ Rocastle |

| Londra 9 novembre 1988, ore 19:45 UTC+0 Terzo turno - primo replay | Arsenal | 0 – 0 (d.t.s.) referto | Liverpool | Arsenal Stadium (54 029 spett.)\| Arbitro: \| Shapter \| |
| Arbitro:                                                           | Shapter |                        |           |                                                          |

| Arbitro: | Hackett |

|            |           |                          |
| Merson 26’ | Marcatori | 61’ McMahon 87’ Aldridge |

## Statistiche

### Statistiche di squadra
| Competizione   | Punti | Totale | Totale | Totale | Totale | Totale | Totale | DR  |
| Competizione   | Punti | G      | V      | N      | P      | Gf     | Gs     | DR  |
| -------------- | ----- | ------ | ------ | ------ | ------ | ------ | ------ | --- |
| First Division | 76    | 38     | 22     | 10     | 6      | 73     | 36     | +37 |
| FA Cup         | -     | 2      | 0      | 1      | 1      | 2      | 3      | -1  |
| League Cup     | -     | 5      | 2      | 2      | 1      | 7      | 4      | +3  |
| Totale         | -     | 45     | 24     | 13     | 8      | 82     | 43     | +39 |

### Statistiche dei giocatori
| Giocatore     | First Division | First Division | FA Cup   | FA Cup | Coppa di Lega | Coppa di Lega | Totale   | Totale |
| Giocatore     | Presenze       | Reti           | Presenze | Reti   | Presenze      | Reti          | Presenze | Reti   |
| ------------- | -------------- | -------------- | -------- | ------ | ------------- | ------------- | -------- | ------ |
| T. Adams      | 36             | 4              | 2        | 0      | 5             | 0             | 43       | 4      |
| S. Ball       | -              | -              | -        | -      | -             | -             | -        | -      |
| S. Bould      | 26             | 2              | 1        | 0      | 5             | 0             | 32       | 2      |
| G. Caesar     | 2              | 0              | 0        | 0      | 0             | 0             | 2        | 0      |
| G. Campbell   | -              | -              | -        | -      | -             | -             | -        | -      |
| P. Davis      | 12             | 1              | 2        | 0      | 2             | 0             | 16       | 1      |
| L. Dixon      | 33             | 1              | 1        | 0      | 5             | 0             | 39       | 1      |
| P. Groves     | 21             | 4              | 2        | 0      | 2             | 0             | 25       | 4      |
| M. Hayes      | 17             | 1              | 0        | 0      | 4             | 0             | 21       | 1      |
| D. Hillier    | -              | -              | -        | -      | -             | -             | -        | -      |
| J. Lukic      | 38             | -36            | 2        | -3     | 5             | -4            | 45       | -43    |
| B. Marwood    | 31             | 9              | 2        | 0      | 5             | 1             | 38       | 10     |
| R. Milton     | -              | -              | -        | -      | -             | -             | -        | -      |
| G. McKeown    | -              | -              | -        | -      | -             | -             | -        | -      |
| P. Merson     | 29             | 10             | 2        | 2      | 4             | 2             | 35       | 14     |
| D. O'Leary    | 26             | 0              | 2        | 0      | 0             | 0             | 28       | 0      |
| N. Quinn      | 3              | 1              | 0        | 0      | 0             | 0             | 3        | 1      |
| K. Richardson | 34             | 1              | 2        | 0      | 5             | 0             | 41       | 1      |
| D. Rocastle   | 38             | 6              | 2        | 0      | 5             | 1             | 45       | 7      |
| A. Smith      | 36             | 23             | 2        | 0      | 5             | 2             | 43       | 25     |
| M. Thomas     | 37             | 7              | 2        | 0      | 5             | 0             | 44       | 7      |
| J. Will       | -              | -              | -        | -      | -             | -             | -        | -      |
| N. Winterburn | 38             | 3              | 2        | 0      | 5             | 1             | 45       | 4      |